# Roger Burkman
Roger Allen Burkman (nacido el 22 de mayo de 1958 en Indianapolis, Indiana) es un exjugador de baloncesto estadounidense que disputó una temporada en la NBA, además de jugar en la CBA. Con 1,96 metros de estatura, jugaba en la posición de alero.

## Trayectoria deportiva

### Universidad
Jugó durante cuatro temporadas con los Cardinals de la Universidad de Louisville, en las que promedió 3,6 puntos y 1,8 rebotes por partido. Especialista defensivo, era utilizado como sexto hombre. En 1980 ayudó a ganar el Torneo de la NCAA derrotando a UCLA en la final. En su temporada senior lideró al equipo en robos de balón, a pesar de jugar menos de 18 minutos por partido.

### Profesional
Fue elegido en el puesto 130 del Draft de la NBA de 1981 por Chicago Bulls, con los que jugó únicamente seis partidos, anotando 5 puntos en total. El resto de la temporada jugó en los Anchorage Northern Knights de la CBA.

## Estadísticas de su carrera en la NBA

### Temporada regular
| Temporada | Edad | Equipo        | Liga | Pos. | P | TIT | MIN | TC  | TCA | %TC  | 3P  | 3PA | %3P  | TL  | TLA | %TL  | R.OF. | R.DEF. | REB | ASIS | ROB | TAP | PER | FP  | PTS |
| 1981-82   | 23   | Chicago Bulls | NBA  | SG   | 6 | 0   | 5.0 | 0.0 | 0.7 | .000 | 0.0 | 0.2 | .000 | 0.8 | 1.0 | .833 | 0.3   | 0.7    | 1.0 | 0.8  | 1.0 | 0.3 | 0.5 | 1.0 | 0.8 |
| Total     |      |               | NBA  |      | 6 | 0   | 5.0 | 0.0 | 0.7 | .000 | 0.0 | 0.2 | .000 | 0.8 | 1.0 | .833 | 0.3   | 0.7    | 1.0 | 0.8  | 1.0 | 0.3 | 0.5 | 1.0 | 0.8 |